# Tongam Rina

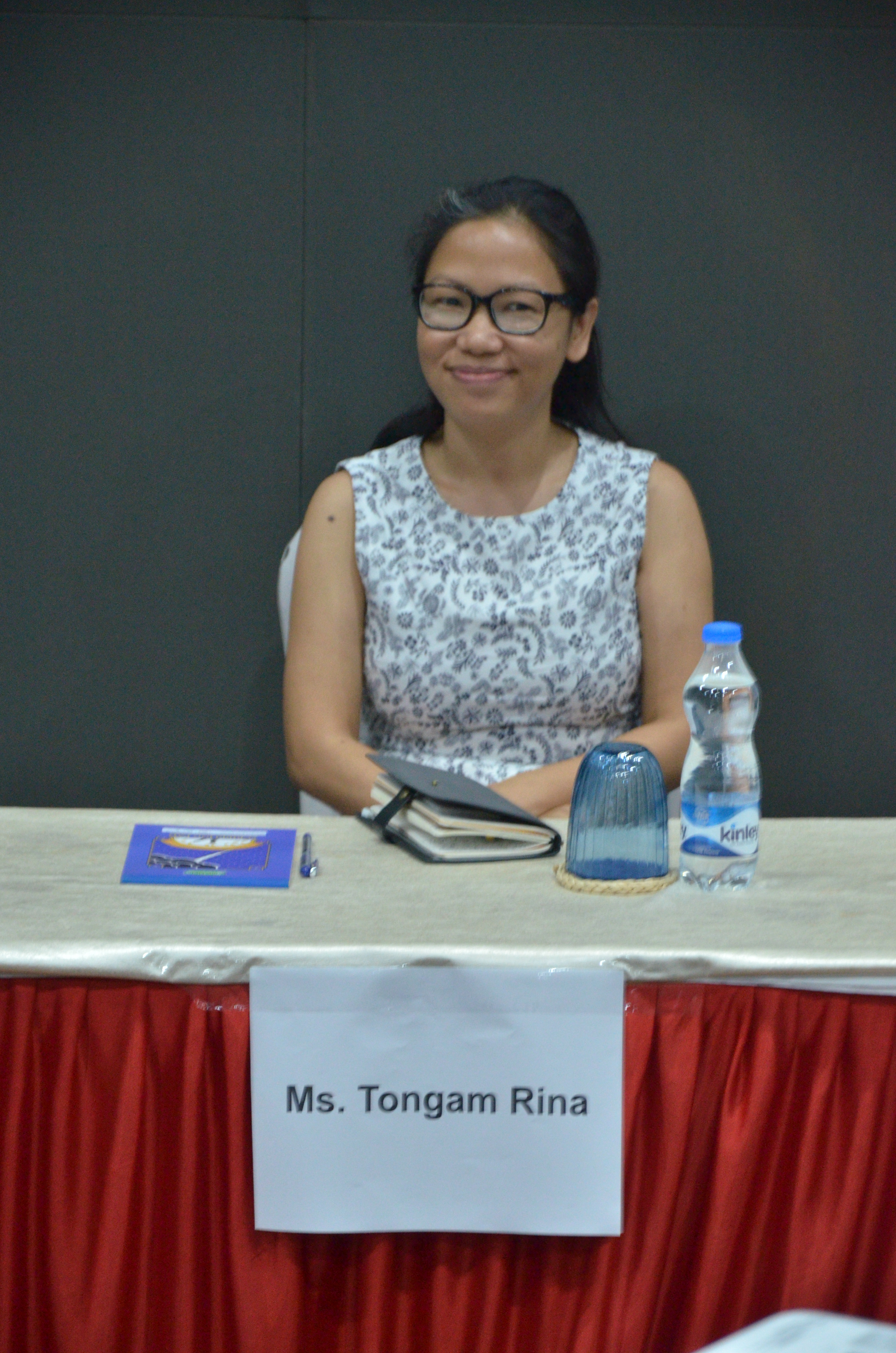
Tongam Rina

Tongam Rina är en indisk journalist som skriver för Arunachal Times. Den 15 juli 2012 sköts hon i magen. Gärningsmännen hade väntat på henne vid ingången till Arunachal Times i Itanagal. Två år senare arresterades den misstänkte gärningsmannen men släpptes sedan.
Seven Sisters Post har sagt att motivet för attacken kan ha varit att hon rapporterat om korruption i fördelning av mat och fotogen i Arunachal Pradesh.
Hon är vicepresident i Siang People’s Forum, som arbetar mot dammprojekt längs med Siangfloden.